# Robert Swenson
Robert Alexander "Jeep" Swenson, Jr., född 5 januari 1957, död 18 augusti 1997, var en amerikansk fribrottare, stuntman och skådespelare.

## Karriär
Swenson brottades för World Class Championship Wrestling under 1987 och 1988, för sin manager Gary Grant. Hans huvudsakliga motståndare var Bruiser Brody, som brottades som den maskerade "Red River Jack". Enligt Swenson hade han de största bicepsen i världen på den tiden. Han påstods ibland vara från Sydafrika, trots att han var amerikansk.
Swenson återvände till brottningen för en match i World Championship Wrestling's Uncensored pay-per-view 24 mars 1996. Han uppträdde som en medlem av Alliance To End Hulkamania. Swenson kallades ursprungligen The Final Solution, men efter klagomål från judiska organisationer till Turners företagskontor ändrades namnet på hans karaktär till The Ultimate Solution. WCW hävdade att de var omedvetna om att The Final Solution var namnet Adolf Hitler gav sin plan för att utrota judarna. Alliansen omfattade Dungeon of Doom och Four Horsemen, och gjorde ett slut på Hulk Hogans karriär.
Swenson hade också en kort karriär som professionell boxare. Jeep vann sina två första matcher med knockouts, men hans tredje kamp stoppades i runda ett efter att ha blivit knockad av Frankie Garcia i hans prodebut. Swenson hade boxat som en amatörsmedelviktare.
Swenson, som var 193 cm lång och vägde 183 kg, dök upp som elitkämpen "Lugwrench" Perkins i 1989 års Hulk Hogan-film No Holds Barred. Han spelade även James Caans livvakt Bledsoe i Adam Sandler-filmen Bulletproof, innan han spelade sin kanske mest kända roll som Bane i 1997 års film Batman & Robin.

## Privatliv
Swenson föddes i San Antonio, Texas, och var son till Patricia Maxine (född Wells) och Robert Alexander Swenson. Sr Swenson gifte sig med Erin Hillsman. Paret hade en dotter med namnet Kayleigh.

## Död
Den 18 augusti 1997 dog Swenson i en hjärtsvikt på UCLA Medical Center. Han blev bara 40 år gammal. Hulk Hogan och James Caan höll tal på Swensons begravning.